# 泗县
泗县位于中国安徽省东北部，濉河下游，是宿州市下辖的一个县。区域总面积为1787平方公里，常住总人口約77万，县人民政府駐汴河大道124號。

## 历史
西汉置夏邱县，属沛郡。唐朝武德四年（621年）置虹县。清朝顺治二年（1645年）属江南省凤阳府泗州。后泗州改泗州直隶州，虹县废。辛亥革命后，全国废府州厅改县，于1912年4月改称泗县。

## 人口
根据(安徽省)宿州市第七次全国人口普查公报显示：泗县常住人口为763310人，男性占比50.61%，女性占比49.39%，年龄结构中0-14岁占比24.18%，15-59岁占比58.06%，60岁以上占比17.76%，65岁以上占比14.64%。

## 行政区划
泗县下辖12个镇、3个乡：
运河街道、泗水街道、虹城街道、泗城镇、墩集镇、丁湖镇、草沟镇、长沟镇、黄圩镇、大庄镇、山头镇、刘圩镇、黑塔镇、草庙镇、屏山镇、大路口镇、瓦坊镇和泗县经济开发区。

## 交通
- 104国道、 343国道和 303省道、 329省道。